# TAKE IT TIME
「TAKE IT TIME」（テイク・イット・タイム）は、1985年6月25日にリリースされた矢沢永吉の19枚目のシングル。

## 解説
表題曲は本田技研工業「eve PAX」のCMソング。ジャケットには下部を折り返すと、黒地に白抜きで「ホンダ eve PAXイメージソング」のタイアップ表記が記されている。
プロモーション・ビデオは渋谷区に現存するライブハウス「TAKE OFF 7」にてファンクラブ会員200人を招待して行われた。

## 収録曲
- 全作曲：矢沢永吉

1. TAKE IT TIME
作詞：ちあき哲也
2. あ・い・つ
作詞：西岡恭蔵